# Golfo de Cagliari
O golfo de Cagliari é uma baía no sul da Sardenha. A principal cidade da ilha, Cagliari, dá nome ao golfo e situa-se na sua costa. 
Está limitado a leste pelo cabo Carbonara e pela ilha Cavoli e a oeste pelo cabo Spartivento.